# Anna Kelly
Pour les articles homonymes, voir Kelly.
Anna Kelly (8 janvier 1891 - 14 juin 1958) est une journaliste irlandaise et la première éditrice de pages féminines en Irlande,. 

## Jeunesse
Anna Kelly est née Annie Christina Fitzsimmons à Ballysadare, dans le comté de Sligo, le 8 janvier 1891. Elle est l'une des quatre enfants de James Fitzsimmons, agent de la Police royale irlandaise et plus tard agriculteur, et de Mary Fitzsimmons (née McDonald). Elle a deux frères et une sœur. Plus tard dans leurs vies, Kelly et ses frères changent l'orthographe de leur nom de famille en Fitzsimons. Kelly fréquente une école au couvent avant de déménager à Dublin vers 1910 pour occuper des emplois de secrétariat temporaires dans une agence pour l'emploi. 

## Carrière
L'un de ses premiers emplois est celui de dactylographe et sténographe de George Moore, qui quadruple son salaire de 10 shillings payés par l'agence à 2 £ par semaine. Grâce à Moore, elle est présentée à un certain nombre de personnalités éminentes du renouveau littéraire irlandais et travaille également pour la maison d'édition Maunsel. Malgré la désapprobation de sa famille, Kelly est membre de Cumann na mBan, servant à la Poste centrale de Dublin lors de l'insurrection de Pâques 1916. Elle rejoint le personnel de bureau du Sinn Féin au siège social du 6 Harcourt Street, Dublin en 1917. Là, elle travaille comme secrétaire et assistante générale de Patrick O'Keeffe, secrétaire général du parti. À ce poste, elle prend de minutes lors de nombreuses réunions, y compris le conseil central du parti. Pour la séance inaugurale du premier Dáil Éireann le 21 janvier 1919, elle prépare des notes. Plus tard, elle est secrétaire de Michael Collins, préparant des briefings pour les correspondants étrangers, dactylographiant et polycopiant les nouvelles du département de publicité de Dáil et aidant à la compilation et à la composition de l'Irish Bulletin de 1919 à 1921. Elle fait tout cela pendant les périodes dangereuses et clandestines de la guerre d'indépendance irlandaise. Pendant tout ce temps, elle est connue sous le nom de « Miss Fitz », conservant les surnoms de « Fitz » et « Fitzie ». Pendant la guerre civile irlandaise, elle travaille sur le Republican War News, une publication anti-traité, qui conduit à son arrestation par les autorités de l'État libre à la fin de 1922. Elle est emprisonnée à Mountjoy puis à Kilmainham où elle entame une grève de la faim, puis à North Dublin Union dont elle s'enfuit avec un certain nombre de codétenues, mais est arrêtée de nouveau en mai 1923. Après le cessez-le-feu, elle est libérée. 
Kelly travaille comme journaliste indépendante tout au long des années 1920. Lorsque The Irish Press est lancée en 1931, Kelly fait partie du personnel en tant que première éditrice de pages féminines en Irlande. Elle écrit des longs métrages et a une chronique régulière, Kelly's corner, passant en revue les événements sociaux. Elle est journaliste itinérante dans les comtés du sud, écrivant une série ironique et populaire de profils de villages et de villes au début des années 1930. Kelly se rend fréquemment à Genève pour couvrir les réunions de la Société des Nations, travaillant comme assistante informelle de la délégation irlandaise de Valera. En 1935, Kelly démissionne de The Irish Press pour protester contre le départ du président de la rédaction, Frank Gallagher, mais revient. Elle visite l'Allemagne en 1938, où elle interviewe Adolf Hitler. Kelly est réprimandée pour son ton moqueur dans un compte rendu de l'une des garden-parties du président Douglas Hyde, comparant la moustache du président avec « certains habitants du zoo voisin ». Kelly devient peu à peu déçue des politiques de Valera, en premier lieu à propos des exécutions de volontaires de l'IRA au début des années 40. Elle est licenciée de la presse après avoir écrit une attaque contre le gouvernement Fianna Fáil de 1951 à 1954. Elle travaille ensuite pour d'autres journaux, dont le Sunday Express. Pendant la vague de froid de l'hiver 1947, Kelly visite un quartier d'habitation à Dublin et attend dans une file d'attente de carburant pour se rendre-compte directement de la souffrance des personnes dans le froid inhabituel. 

## Famille
Le 23 juillet 1921, pendant la trêve, elle épouse un autre membre du personnel du siège du Sinn Féin, Francis M. Kelly dit Frank. Il est ami avec Pádraic Ó Conaire et Collins, qui l'a recruté dans la Ligue gaélique, et peut-être à l'Irish Republican Brotherhood. En tant que membre de la « Kimmage garrison » des volontaires irlandais, il sert à la poste centrale de Dublin en 1916 et est ensuite emprisonné. En février 1919, il aide Collins pour l'évasion d'Éamon de Valera de la prison de Lincoln, puis sa fuite aux États-Unis. Il est opposé au traité, éditant brièvement le Republican War News avant d'être capturé et interné. Il est aussi artiste, dessinant des croquis de portraits de nombreuses personnalités de l'époque. Après la guerre civile, les Kellys ont un élevage de volailles à Bray, dans le comté de Wicklow pendant un certain temps. En 1932, Frank devient fonctionnaire au Département des collectivités locales et de la santé publique sous le gouvernement de Fianna Fáil. Le couple a deux filles, Nancy et Ruth. 
Kelly meurt d'un cancer à son domicile du 17 avenue Rathgar, le 14 juin 1958. 